# Harry L. Gordon

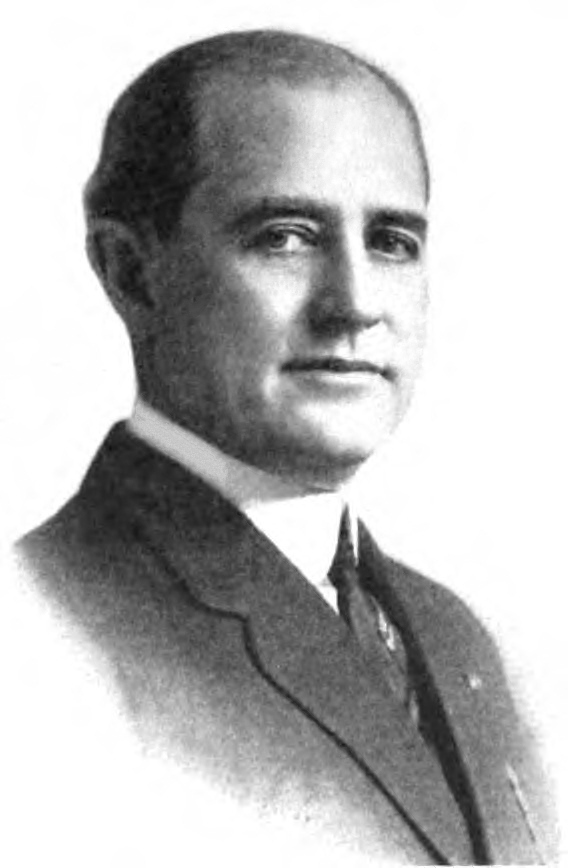
Harry L. Gordon

Harry Lincoln Gordon (* 27. August 1860 in Metamora, Franklin County, Indiana; † 1. November 1921 in Cincinnati, Ohio) war ein US-amerikanischer Politiker. Zwischen 1902 und 1904 war er Vizegouverneur des Bundesstaates Ohio.

## Werdegang
Harry Gordon besuchte die öffentlichen Schulen seiner Heimat. Im Jahr 1882 absolvierte er die DePauw University in Greencastle, wo er Mathematik studierte. Nach einem anschließenden Jurastudium und seiner Zulassung als Rechtsanwalt begann er in Wichita (Kansas) in diesem Beruf zu arbeiten. Dort schlug er als Mitglied der Republikanischen Partei auch eine politische Laufbahn ein. Er wurde in den Stadtrat von Wichita gewählt und saß in den Jahren 1895 und 1896 im Senat von Kansas. Im Dezember 1896 zog er nach Cincinnati in Ohio, wo er wieder als Anwalt praktizierte. Auch in seiner neuen Heimatstadt setzte er seine politische Laufbahn fort. Er wurde Mitglied und im Jahr 1900 Vorsitzender des Stadtrats.
Nach dem Rücktritt von Vizegouverneur Carl L. Nippert, der eine Richterstelle antrat, wurde Gordon von Gouverneur George K. Nash zu dessen Nachfolger ernannt. Sein neues Amt bekleidete er zwischen 1902 und 1904. Dabei war er Stellvertreter des Gouverneurs und Vorsitzender des Staatssenats. Im Jahr 1905 kandidierte Gordon erfolglos für das Amt des Bürgermeisters von Cincinnati. Danach zog er sich aus der Politik zurück. Er war Mitglied mehrerer Organisationen und Vereinigungen und starb am 1. November 1921 in Cincinnati.